# Xiali
Xiali war eine Automarke aus der Volksrepublik China.

## Markengeschichte
Tianjin Auto Works aus Tianjin verwendete diese Marke von 1986 bis 1987. Darauf folgte je nach Quelle Tianjin Small Auto Works, Tianjin Mini Auto Works, Tianjin Minicar Works oder Tianjin Small Vehicle Factory aus derselben Stadt. Nächster Hersteller war ab 1997 Tianjin Automotive Xiali bzw. Tianjin Xiali. Eine Quelle gibt an, dass Tianjin Xiali 1997 aus einem Zusammenschluss von Tianjin Minicar Works, Internal Combustion Engine Works und Automotive Research Institute entstand. Bis 2002 war der Markenname Xiali.
2002 übernahm China FAW Group das letztgenannte Unternehmen und machte daraus Tianjin FAW Xiali Automobile. Deren Automobile wurden dann aber als FAW mit dem Zusatz Tianjin vertrieben, während Xiali zur Modellbezeichnung wurde.

## Fahrzeuge
Ab 1986 entstanden nur einige Fahrzeuge nach einer Lizenz des Daihatsu Charade der zweiten Generation.
1987 erschien der TJ 730 als Nachbau der dritten Generation des Charade. Ein Dreizylindermotor mit 993 cm³ Hubraum trieb die Fahrzeuge an.
1990 folgte der TJ 7100. 1991 ergänzte der TJ 7100 U mit Stufenheck das Sortiment. Modellpflege führte 1997 zu TJ 7100 A und TJ 7100 UA, die an Front und Heck überarbeitet waren.
Es gab Versuche mit einem Motor von Daihatsu mit 1300 cm³ Hubraum. Verwendet wurde dann jedoch ein gleich großer Motor von Toyota mit 16 Ventilen im TJ 7131 AU. Eine Quelle nennt dafür das Jahr 1996.
Ende der 1990er Jahre entstanden jährlich über 100.000 Fahrzeuge.